# Penelope montagnii
O Jacu-andino (Penelope montagnii) é um cracídeo encontrado nos Andes, até a Bolívia e talvez na Argentina.